# Fangshi

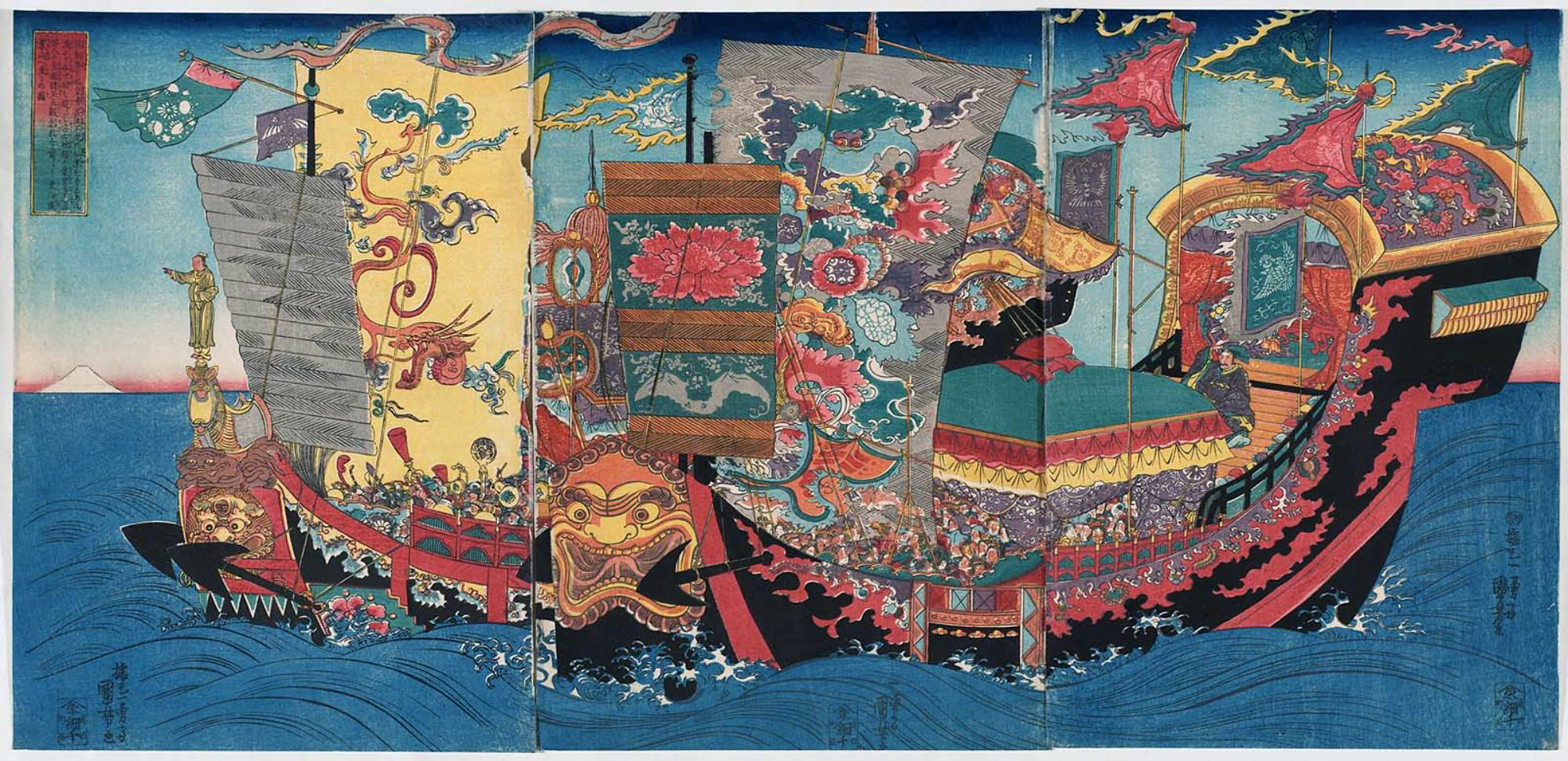
La expedición de Xu Fu en busca del elixir de la inmortalidad, por Utagawa Kuniyoshi

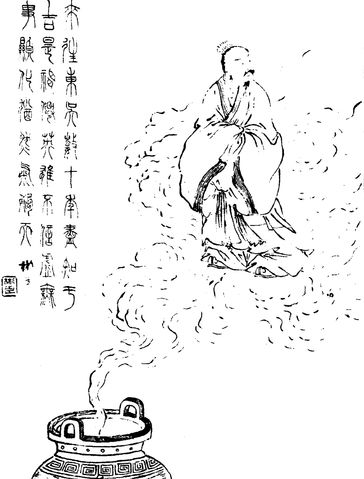
Retrato de Gan Ji de la Dinastía Qing

Fangshi es el nombre de los especialistas técnicos chinos que florecieron desde el siglo III a. C. hasta el siglo quinto d. C.. Las traducciones de fangshi incluyen los términos alquimista, astrólogo, adivino, geomántico, médico, mago, charlatán, monje, místico, nigromante, ocultista, omenólogo, fisionomista, tecnólogo, taumaturgo y mago. 

## Concepto

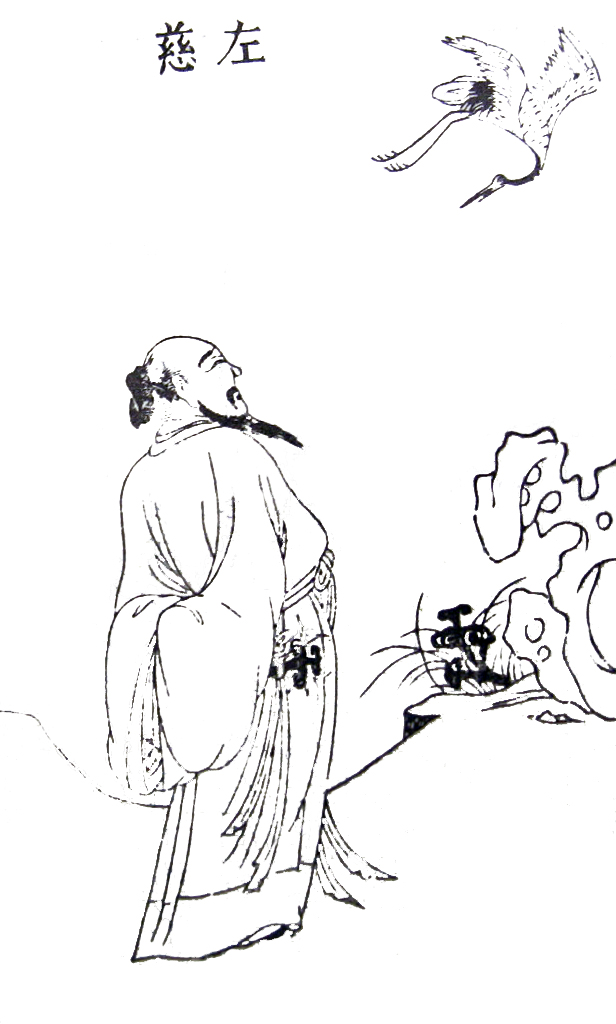
Zuo Ci

El concepto chino Fangshi 方士 combina fang 方 "dirección; lado; localidad; lugar; región; fórmula; (médico) prescripción; receta; método; camino" y shi 士 "académico; intelectual; caballero, oficial; soldado; persona entrenada en cierto campo". 
El historiador chino Yu Ying-shi (1965: 105) concluye que "como término general, fang-shih puede traducirse como 'taoístas religiosos' o 'taoístas populares', ya que todas esas artes se incorporaron más tarde en la religión taoísta. Solo en casos específicos, dependiendo de los contextos, el término se traduce como 'magos', 'alquimistas' o 'inmortalistas'. "Fangshi" es un término elusivo que desafía una traducción consistente"(Toh 2010: 4). 
Existe un acuerdo general de que el shi en fangshi 方士  significa "maestro; caballero; especialista entrenado" (cf. Daoshi 道士 "sacerdote taoísta; adivinador"), pero un desacuerdo considerable sobre el significado del fang. 

 La etimología de fangshi está "sujeta a varias interpretaciones", escribe DeWoskin. 
 Al final del periodo final Chou, hay varias apariciones de la palabra "fang" en dos nuevos binomas, fang-shu [ 方書  ] y fang-shuo [ 方說  ], literalmente, "libros de colmillos" y "teorías de colmillos". La palabra "colmillo" en sus diversos contextos comunes significaba "eficaz", "fórmula", "paralelo", "correlativo", "comparativo", "medicinal", "espiritual" o "esotérico". A lo largo de los tiempos arcaicos, la palabra también aparece comúnmente en el compuesto ssu-fang [ 四方], que significa cuatro áreas periféricas y, por lo tanto, se refiere a personas, lugares y culturas eliminadas de la corte central. Cada uno de estos significados es potencialmente un factor en la etimología del término(1983: 1–2). 
 Harper dice que "el intento de DeWoskin de una definición de fang shih que admite todos los posibles significados de fang en su análisis hace que el término no tenga sentido". 
 Cualquiera que sean fang o shih como palabras separadas en un período anterior, cuando se combinaron para formar el nombre de los personajes maravillosos que se reunieron en los periodos Ch'in y Han, el nombre expresaba una cualidad esencial de estas personas. Automáticamente, la mayoría de los significados para colmillos que, según DeWoskin, son "potencialmente un factor en la etimología del término", pueden eliminarse, especialmente la serie "paralela, correlativa, comparativa". Al analizar el término fang shih, los estudiosos anteriores se han centrado principalmente en el significado de "método" o "tableta en la que se graba un método, receta", en cuyo caso fang shih significa "métodos de posesión maestra" o "recetas de posesión maestra". (1986: 395) 

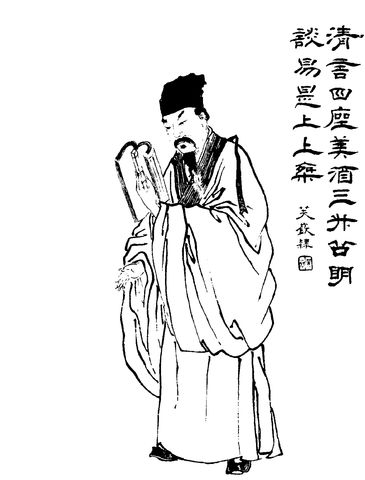
Guan Lu

 Sobre la base de las palabras que los textos Han utilizan para describir las prácticas ocultas, Fangshu 方書  "libro de recetas; tratado sobre un arte / habilidad; colección de recetas médicas" y fangban 方板  "tableta de recetas; tratado sobre un arte / habilidad", concluye Harper, "la posesión de escritos que contienen conocimiento oculto que podrían revelarse a clientes selectos fue la característica principal de todos los que se conocían como fang shih". Al describir los antecedentes de fangshi, DeWoskin sugiere "otra" etimología. 
 Es posible agrupar los antecedentes del pensamiento y las técnicas de fang-shih en tres áreas distintas: astrología y calendario; las prácticas de wu, mediums y conjuros; y medicina farmacéutica e higiénica. Prácticamente todos los fang-shih lo suficientemente prominentes como para ser incluidos en historias dinásticas estaban especializados en solo una de estas áreas. Debido a que las tres áreas no están históricamente relacionadas, y el típico fang-shih no abarca a todas ellas, la agrupación sugiere que el sentido común del nombre fang-shih era parecido a "otros", y no se adhieren a ninguna escuela o tradicion. (1983: 6) 
 Harper también critica esta hipótesis y concluye: "Un examen más juicioso no podría conducir a este tipo de reducción ad absurdum". Resumiendo cómo los autores chinos usaron la palabra fangshi desde el Han hasta las dinastías Song, Sivin enumera cuatro criterios generales. 

1. El fang-shih generalmente pertenecía al pequeño segmento privilegiado de la población que podía leer libros y dejar registros. Los escritos que tenemos, no una muestra aleatoria, son de alta calidad literaria. Las primeras historias sobre técnicos a menudo los confunden con los filósofos. El fang-shih generalmente provenía de una familia que sabemos que tenía rango oficial, incluso en períodos en que dicho rango era normalmente hereditario.
2. El propio fang-shih no solía ocupar un alto rango en el servicio civil regular. Si lo hizo, tendía a obtenerse de manera irregular, la mayoría de las veces como un gesto imperial. Alguien que alcanzaba un puesto alto a través de una carrera convencional, aunque podría tener una considerable habilidad mecánica, conocimiento científico o dominio de lo oculto, a menudo no se le llamaba fang-shih.
3. El fang-shih no se esforzaba por alcanzar los objetivos personales que se esperaban de su propia clase. Por lo general, tenía opiniones morales y políticas convencionales, si podemos confiar en el registro, pero el estigma de los entusiasmos técnicos inapropiados, aunque sea débil, es comúnmente visible. Alguien en una posición visible de ortodoxia, independientemente de su experiencia técnica, no se consideraba un fang-shih.
4. El fang-shih tenía poderes que rara vez se veían en la literatura ortodoxa - para prever el futuro, para arrogarse a sí mismo los poderes de transformación y de modificación del proceso natural.(1995: 28-9)

## Historia

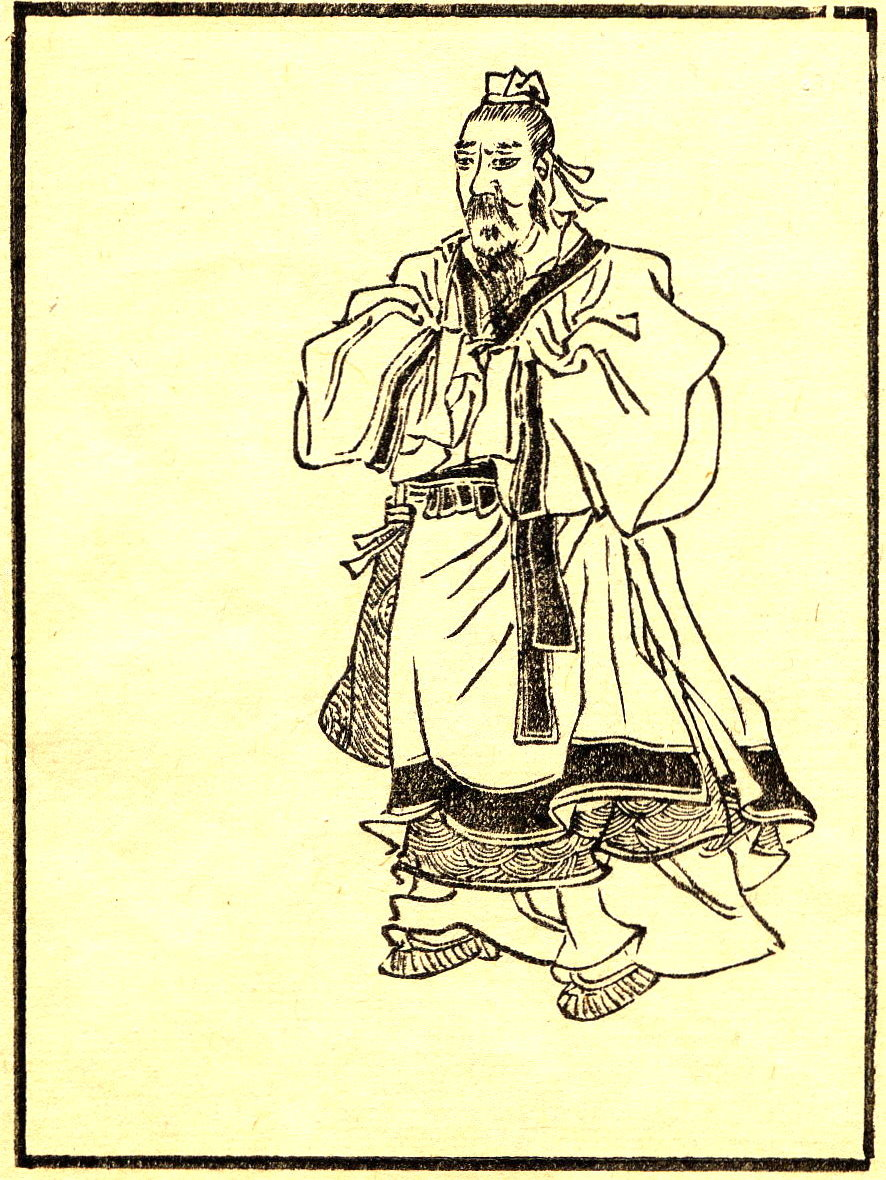
Guo Pu

Los Fangshi se registran por primera vez en las primeras veinticuatro historias canónicas chinas: Shiji de Sima Qian (c. 91 a. C.) 史記 Registros del gran historiador, Ban Gu 's (82 CE) Hanshu 漢書 Libro de Han, Sanguozhi de Chen Shou (289 CE) 三國志 Registros de tres reinos, y Fan Ye 's (445 CE) Houhanshu 後漢書 Libro de los últimos Han. DeWoskin (1983) tradujo biografías de fangshi de las últimas tres historias, pero algunos críticos (por ejemplo, Boltz 1985 y Harper 1986) lo criticaron por ignorar la traducción francesa de Ngo (1976) de las mismas biografías. 
Estos textos históricos documentan que durante el último período de los Estados combatientes (475–221 a. C.), los fangshi se originaron en el noreste de China y se especializaron en técnicas de xian 仙 "inmortalidad; trascendencia". Durante la dinastía Qin (221–206 a. C.) y la dinastía Han (206 a. C.-220 d. C.), los fangshi fueron patrocinados por emperadores que buscaban el elixir de la inmortalidad. A mediados del Período de las Seis Dinastías (220-569 d. C.), el papel de los fangshi había disminuido y sus técnicas se habían adaptado a la religión taoísta y la medicina tradicional china . 

 La palabra fangshi aparece por primera vez en el Fengshan shu 封禪書  "Tratado sobre los sacrificios de Feng y Shan" de los "Registros del gran historiador". Este contexto concierne a Qin Shi Huang (r. 221–210 a. C.), el primer emperador Qin que viaja y realiza sacrificios en los estados costeros del noreste de Qi 齊  y Yan 燕  (actuales Shandong, Hebei y Liaoning). Durante la era del rey Wei (rc 356–320 a. C.) y el rey Xuan (r. 319–301 a. C.) de Qi y el rey Zhao (r. 311–279 a. C.) de Yan, los fangshi afirman haber estudiado las técnicas de Zou Yan, quien sistematizó el Yin-Yang y las Cinco Fases . 
 Song Wuji, Zhengbo Qiao, Chong Shang, Xianmen Gao y Zui Hou eran todos hombres de Yan que practicaban la magia y seguían el camino de los inmortales, descartando sus formas mortales y convirtiéndose en seres espirituales por medio de ayuda sobrenatural. Zou Yan ganó fama entre los señores feudales por sus teorías del yin y el yang y la sucesión de los cinco elementos, pero los [方士] magos que vivían a lo largo de la costa de Qi y Yan, aunque afirmaron transmitir sus enseñanzas, no pudieron entenderlas. Por lo tanto, a partir de este momento apareció una gran cantidad de hombres, demasiado numerosos para mencionarlos, que expusieron todo tipo de teorías extrañas y fantásticas y se esforzaron por halagar a los gobernantes de su tiempo y congraciarse con ellos. (Tr. Watson 1996: 14) 

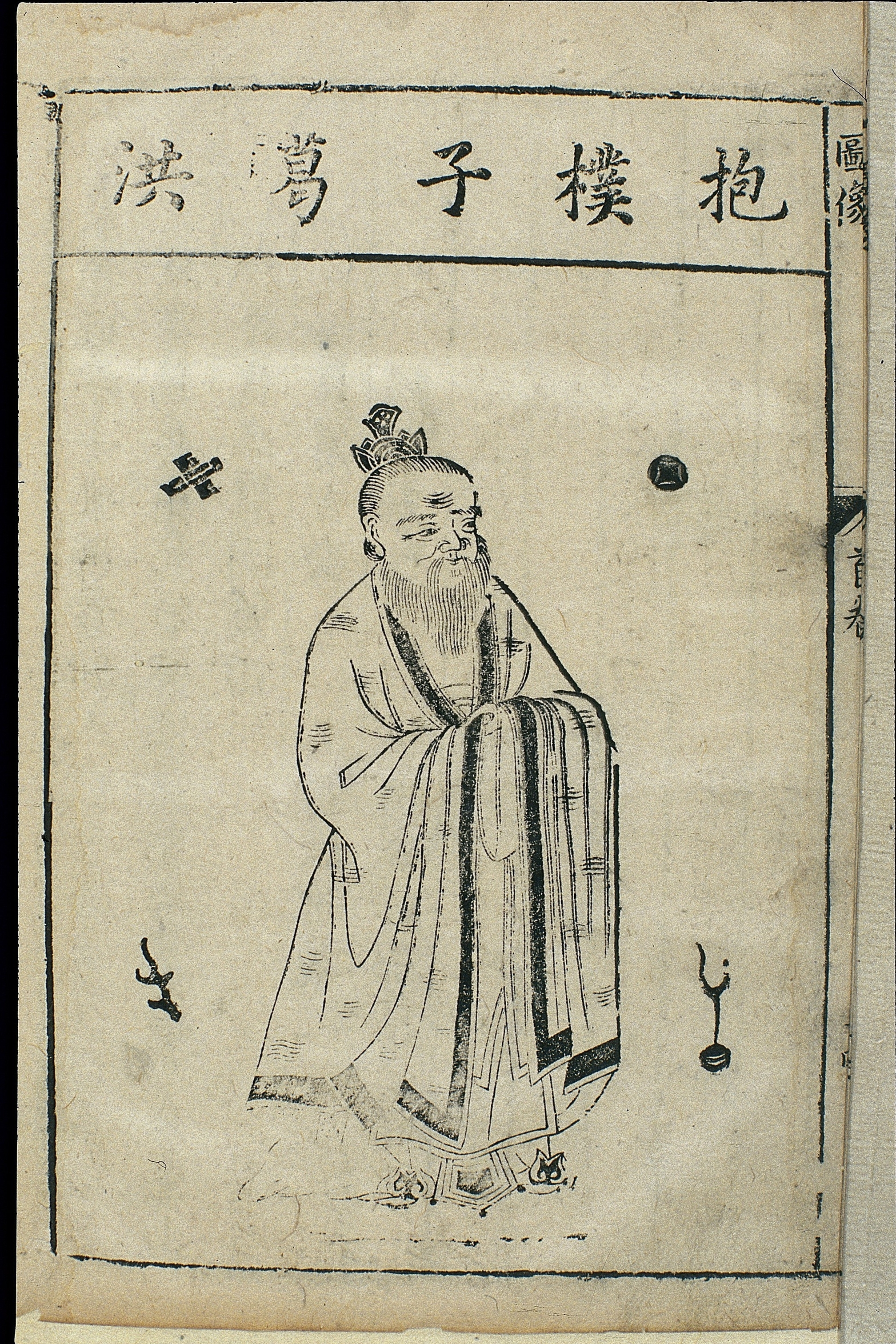
Ge Hong

El Shiji también registra que el emperador Qin envió al fangshi Xu Fu 徐福  para obtener el elixir de la vida del xian Anqi Sheng que vivía en el Monte Penglai en 219 a. C. y luego envió a Lu Sheng 盧生  "Maestro Lu" en 215 a. C. Posteriormente, el emperador envió otras tres expediciones de fangshi a las islas espirituales, pero ninguna regresó a China. 
El emperador Wu de Han (r. 141–87 a. C.) patrocinó generosamente a los fangshi, escribe DeWoskin (1985: 378), "hasta el punto de que prácticamente cualquier persona con una 'tradición secreta' plausible se apresuró a ir a la corte para recoger su recompensa". El tío y asesor del emperador Wu, Liu An (179–122 a. C., compilador de los Huainanzi) reunió "varios miles" de fangshi y compiló sus técnicas de shenxian 神仙  "trascendencia espiritual" y huangbai 黃白  "alquimia". Dos famosos fangshi le aconsejaron al emperador Wu que emulara las prácticas legendarias del emperador amarillo. El alquimista Li Shaojun intentó recrear el rito del Emperador Amarillo para transformar el cinabrio en oro. El arquitecto Gongyu Dai 公玉帶  afirmó tener los planos del Emperador Amarillo para una sala pentagonal de 12 pisos, que el Emperador Wu había reconstruido en 102 a. C. 
Csikszentmihalyi (2008: 407–408) aclara el desarrollo cronológico de la categoría fangshi al contrastar su lugar en estas primeras historias chinas. En los Registros del Gran Historiador, "los métodos utilizados por los fangshi en general tratan de demonios y espíritus: métodos para retirarse en la vejez ( quelao fang 却老方  ), métodos que involucran demonios y dioses ( guishen fang 鬼神方  ) y métodos sobre dioses, monstruos y anomalías ( shen guai qi fang 神怪奇方  ". El capítulo del Libro de los Han finales sobre los fangshi amplia la categoría para incluir presagios y técnicas de portentos como los fengjiao 風角 "ángulos de viento".  

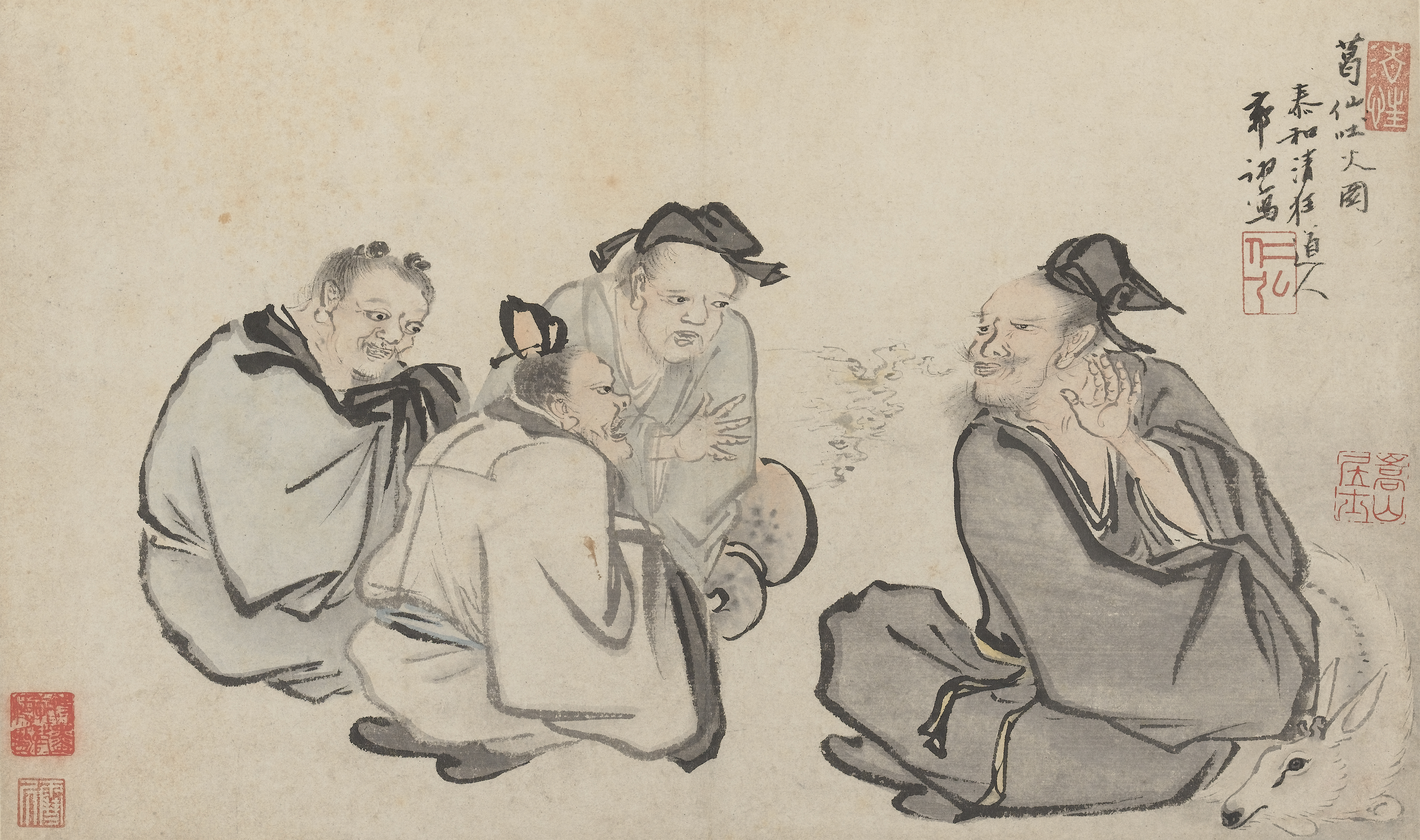
Ge Xuan respirando fuego como se representa en una pintura de 1503 por Guo Xu

方士 Los Fangshi se originaron en el sur de China. Sin fue castigado con dolencias en la opinión de los Maestros celestiales.. Los Shangqing sincretizaron a los Maestros celestiales con  los fangshi. El budismo, los Fangshi y los Maestros celestiales se sincronizaron en el Lingbao y contribuyeron a su canon religioso. Las peticiones de los Maestros Celestiales a las divinidades fueron copiadas por el canon de Lingbao y los ritos de los fangshi también fueron copiados por ellos

## Técnicas

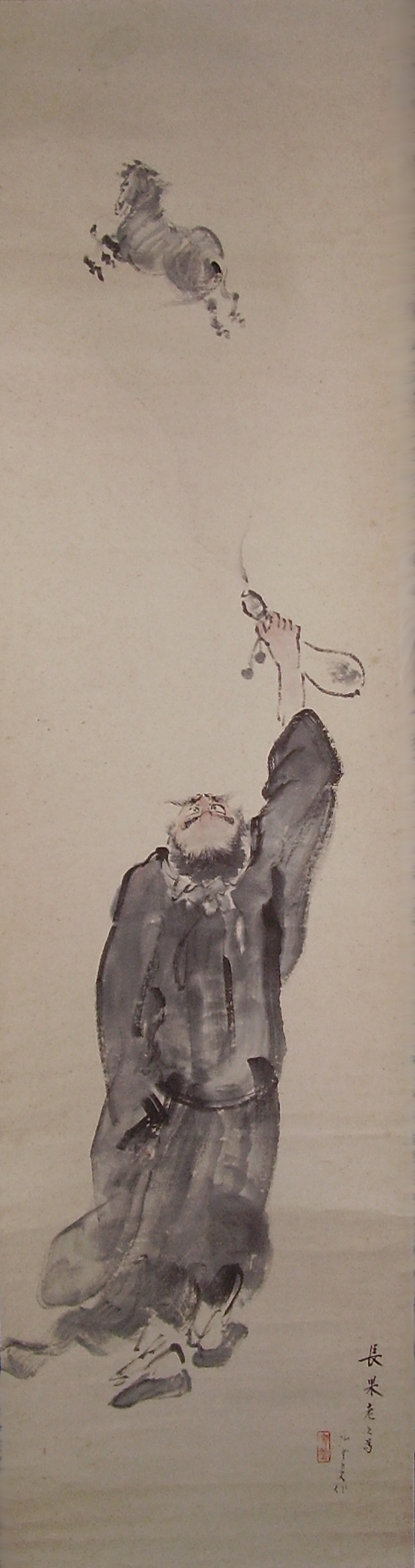
Zhang Guo Lao "decanta" su caballo; Pintura japonesa, finales del siglo XIX y principios del siglo XX.

Los Fangshi emplearon numerosas técnicas, métodos y prácticas. DeWoskin (1983: 22-29) enumera cuarenta y dos mencionadas en biografías históricas de fangshi. Algunos son familiares (por ejemplo, dunjia 遁甲  "adivinación del ciclo sexagesimal" y 巫醫  "Curación media; medicina chamánica"), mientras que otros son oscuros. Por ejemplo, DeWoskin explica el fengjiao 風角  Adivinación de "ángulos de viento". 
 Los Ángulos de viento (Feng-chiao): se observa el viento desde ocho ángulos (cuatro lados y cuatro esquinas) por su dirección, fuerza y otras cualidades. ... La naturaleza del análisis aún no se ha determinado, pero algunas fuentes vinculan la práctica con la experiencia en los cinco tonos ( wu-yin ), específicamente la capacidad de escuchar y diferenciar los tonos que son inaudibles para la mayoría de las personas. (1983: 27) 
 Csikszentmihalyi (2008: 408) aclara que es el fengjiao: "Esta práctica, que puede remontarse a la dinastía Shang, implica el uso de la temperatura, la fuerza y los cambios de dirección en los vientos estacionales para determinar el aumento y la disminución local en el qi del Yin y el Yang". Los Deslices de Yinqueshan Han, descubiertos en 1972, contienen manuscritos sobre los fengjiao y nayin 納音  "Sonidos a juego". Citando ejemplos de las técnicas llamadas tuibu 推步  " astrología " y tingzhuan 筳篿  " cleromancia ", dice Harper que "la imprecisión abunda" en las traducciones de DeWoskin. 
 ¿Qué piensa el lector, por ejemplo, cuando DeWoskin traduce el término t'ui pu como "influencias astrales" y explica que se relaciona con "proyecciones de lecturas del cielo" (p. 23)? Una representación más literal de t'ui pu sería "trazar los pasos" y el término se refiere principalmente a determinar los caminos del sol, la luna y los planetas. T'ing chuan ("trabalenguas de bambú" en la traducción de DeWoskin) se identifica como "un tipo de fabricación de grietas" y DeWoskin ofrece la siguiente descripción más completa de la técnica: "Esta técnica es uno de varios enfoques de lectura de grietas y fracturas. Las secciones de bambú se rompen y las grietas resultantes se leen "(p. 27). De hecho, t'ing chuan se refiere a una forma de adivinación por lotes, similar a la adivinación con tallos de milenrama, en la que los mostradores son astillas de bambú roto o, a veces, ramas rotas de otras plantas. DeWoskin parece haber inventado su propia explicación. Sus breves resúmenes de otras técnicas son igualmente poco informativos o inexactos. (1986: 396) 
 Algunas prácticas Fangshi como el shefu 射覆  "Acertar lo oculto" estaba más cerca de la magia del salón que las técnicas esotéricas. DeWoskin explica 
 El repertorio por el cual un fang-shih ganaba su patrocinio incluía no solo la narración de cuentos, sino disertaciones simplistas sobre astrología, omenología y filosofía esotérica y diversas representaciones de artes mágicas. Las historias registran muchas instancias de un juego de desafío fang-shih, she-fu 射覆 , donde dominan los gustos de Tung-fang Shuo, Kuan Lu 管輅  y Guo P'u 郭璞  (276–324) que adivinaron la identidad de los objetos ocultos ante las reuniones de invitados a una cena o funcionarios escépticos. (1985: 379) 

## Fangshinotables
Muchos famosos  "maestros" Fangshi  se consideran taoístas. 
- Xu Fu 徐福  (fl. 219–210 a. C.), enviado por Qin Shi Huang para encontrar el elixir de la inmortalidad
- Luan Da 栾大  (d. 112 a. C.), profesaba conocer el secreto de la inmortalidad
- Gan Ji 干吉  (c. siglo II d. C.), sacerdote taoísta
- Zuo Ci 左慈  (c. siglo III d. C.), maestro taoísta, maestro de Ge Xuan
- Ge Xuan 葛玄  (164–244), maestro taoísta, abuelo de Ge Hong
- Guan Lu 管輅  (209-256), famoso adivino
- Guo Pu 郭璞  (276–324), comentarista y autor
- Ge Hong 葛洪  (283–343), autor taoísta del Baopuzi
- Zhang Guo Lao 張果老 , (a mediados del siglo VIII), uno de los Ocho Inmortales
- Chen Tuan 陳摶  (c. 920–989), maestro taoísta, creador del Liuhebafa gungfu

El término fangshi a veces aparece en el uso contemporáneo. Por ejemplo, Wong (1992) aplica la tradición fangshi para explicar al autor Liu E 劉鶚  y su novela (1904) Los viajes de Lao Can . 

## Conexiones
La tradición fangshi tiene diversos orígenes y afiliaciones. Cuando se registró por primera vez alrededor del siglo IV a. C., los fangshi se relacionaron con la astrología, la adivinación y el mantenimiento de registros de la dinastía Zhou. Durante las dinastías Qin y Han, los fangshi desarrollaron muchas técnicas nuevas, que fueron absorbidas gradualmente por las religiones taoístas (por ejemplo, la escuela Shangqing), los movimientos taoístas (por ejemplo, el camino de las cinco medidas de arroz), la alquimia china ( Neidan interno y Waidan externo ), la meditación budista y la medicina tradicional china. 

 "La genealogía de fangshi es compleja", escribe Robinet (1997: 37). "Vuelven a los archiveros-adivinos de la antigüedad, uno de los cuales supuestamente era el propio Laozi; bajo los Shang y los Zhou fueron los únicos que sabían adivinación y escritura". DeWoskin describe cómo los fangshi consolidaron varias tradiciones chinas antiguas. 
 Sus prácticas de adivinación se remontan a la cultura de los huesos de oráculo de la dinastía Shang tardía, los procedimientos de rotura de varillas de la dinastía Chou y la tecnología astrológica y calendárica de los Chou. Esta conexión histórica entre las prácticas de adivinación, especialmente los tipos calendáricos y astrológicos, y la crónica de los eventos se refleja en la notoria alfabetización de los fang-shih y su propensión a crear narraciones biográficas, geográficas y de otro tipo. Sus prácticas médicas combinan elementos de la tradición médica confuciana ( ju-i 儒醫  ) y prácticas médicas populares, derivadas en gran parte del ritual chamánico. Por lo tanto, practicaron una variedad de terapias, desde la acupuntura y la farmacología hasta el encantamiento y el exorcismo talismánico. Sus prácticas de inmortalidad abarcan tanto a la alquímica ( wai-tan 外丹  ) y la higiénica ( nei-tan 內丹  ), técnicas descritas en los clásicos taoístas y elaboradas en los movimientos religiosos taoístas emergentes. (1985: 379) 

Chen Xi Yi dormido por Hasegawa Tohaku (Museo de Arte Ishikawa Nanao)

 Las religiones taoístas se apropiaron de muchas técnicas de los fangshi. Holmes Welch planteó la hipótesis de que el taoísmo era un río que unía cuatro corrientes de filosofía, higiene, alquimia y mitología de Penglai. Los fangshi están asociados con las dos últimas. 
 Probablemente fue entre 350 y 250 a.C. que los nombres de Lao Tzu, Chuang Tzu y Lieh Tzu se asociaron con lo que llamaremos "taoísmo filosófico"; sus libros testificaron a su vez la existencia de una "escuela de la higiene", que cultivó la longevidad a través de ejercicios de respiración y gimnasia. Al principio del mismo período, Tsou Yen propuso la teoría de los Cinco Elementos, cuyos seguidores se cree que comenzaron a investigar sobre el elixir de la vida; y finalmente, a lo largo de las costas del noreste de China, los barcos comenzaron a navegar en busca de las Islas del Blest, con la esperanza de regresar con el hongo que "evita la muerte". (1957: 89–90) 
 Welch (1957: 96–97) concluye que los Fangshi desarrollaron la alquimia, "aunque Tsou Yen gradualmente adquirió estatura de alquimista, él mismo no sabía nada del arte. Probablemente este fue desarrollado por aquellos de sus seguidores que se interesaron en la experimentación física con los Cinco Elementos. El primer elixir que desarrollaron fue el cinabrio, o sulfuro mercúrico ". Joseph Needham remontó los orígenes del taoísmo a una alianza entre los fangshi, wu 巫  "chamanes, doctores" y filósofos eminentes como Laozi y Zhuangzi: 
 En el corazón del antiguo taoísmo había un elemento artesanal, ya que tanto los magos como los filósofos estaban convencidos de que se podían lograr cosas importantes y útiles mediante el uso de las manos. No participaron en la mentalidad del administrador académico confuciano, que se sentaba en lo alto de su tribunal emitiendo órdenes y nunca empleando sus manos excepto en la lectura, la pintura y la escritura y caligrafía. Es por eso que en cualquier lugar de la antigua China en que uno encuentra los brotes de cualquiera de las ciencias naturales puede asegurarse que los taoístas seguramente estarán involucrados. Los fang shih方士 o 'caballeros que poseían recetas mágicas' eran ciertamente taoístas, y trabajaban en todo tipo de direcciones como empleados prominentes y pronosticadores del clima, hombres de tradición agrícola y viticultores, irrigadores y constructores de puentes, arquitectos y decoradores, pero sobre todo alquimistas. De hecho, el comienzo de toda alquimia recae en ellos si la definimos, como seguramente deberíamos, como la combinación de macrobiótica y aurifacción. (2000: 58) 
 Needham definió sus palabras "cuidadosamente elegidas": macrobiótica "la creencia de que, con la ayuda de la botánica, la zoología, la mineralogía y la alquimia, es posible preparar drogas o elixires que prolongarán la vida, dando longevidad ( shou 壽  ) o inmortalidad ( pu ssu 不死  )" y la aurifaccion "la creencia de que es posible hacer oro a partir de otras sustancias muy diferentes, en particular los metales innobles". Csikszentmihalyi resume las conexiones daoístas - fangshi, 
 Los "métodos" de los fangshi pueden verse como precursores de las prácticas taoístas organizadas en varios niveles. En los Han, el concepto del Dao sirvió para explicar la eficacia de la miríada de disciplinas recién formadas, y muchas de estas disciplinas pertenecían a los fangshi. Esto explica por qué el término daoshi ( 道士  maestros del Dao) ya comenzaba a reemplazar el término fangshi ( 方士  ) en el Hanshu, lo que resulta en el eclipse gradual del último término. En un nivel más concreto, muchas técnicas específicas de trascendencia espiritual, medicina y alquimia inicialmente utilizadas por los fangshi llegaron a la práctica taoísta posterior. (2008: 408-9) 

## Crítica
Gu Yong 谷永  (d. 8 a. C.), ministro del emperador Cheng de Han, especialista en el Yijing, es conocido por sus duras críticas a las prácticas contemporáneas de los fangshi : 
Todos esos ocultistas, que dan la espalda al camino adecuado de la benevolencia y el deber correcto, que no veneran el modelo de los Cinco Clásicos, sino que están llenos de afirmaciones sobre lo extraño y maravilloso, sobre los espíritus y los fantasmas, que se mantienen incuestionables, reverencian a las prácticas de sacrificio de cada lugar, ... que dicen que los inmortales se encuentran en este mundo y que beben todo tipo de drogas de la longevidad, que emprenden caprichosamente misiones distantes y viajan tan alto que sus sombras se proyectan hacia arriba, ... que han dominado la transformación del metal base en oro, que han uniformado los cinco colores y los cinco tonos dentro de sus cuerpos: esos ocultistas engañan a las personas y engañan a las masas.

## Otras lecturas
- Boltz Judith Magee. 1985. "[Revisión de] médicos, adivinos y magos de la antigua China: biografías de Fang-shih por Kenneth J. DeWoskin," Journal of Asian Studies 45.1: 109-111.
- Campany, Robert Ford. 2009 Making Transcendents: Ascetics and Social Memory in Early Medieval China . University of Hawaii Press.
- Csikszentmihalyi, Mark. 2008 " Fangshi方士 'maestros de métodos'", en The Encyclopedia of Taoism, Fabrizio Pregadio, ed., Routledge, 406–409.
- DeWoskin, Kenneth J. 1981. "Una fuente de guía para las vidas y técnicas de los Fang-shih de Han y la Seis dinastías", Boletín de la Sociedad para el Estudio de las Religiones Chinas, 79-105.
- Dewoskin, Kenneth J., tr. 1983. Doctores adivinos y magos de la antigua China: biografías de Fang-shih. Prensa de la universidad de Columbia.
- Dewoskin, Kenneth J. 1985. " Fang-shih ", en The Indiana Companion to Traditional Chinese Literature, William H. Nienhauser, ed., Indiana University Press, 1: 378–380.
- Harper, Donald. 1986. "[Revisión de] médicos, adivinos y magos de la antigua China: biografías de Fang-shih por Kenneth J. DeWoskin," Journal of the American Oriental Society 106.2: 394–399.
- Mather, Richard B. 1986. "[Revisión de] médicos, adivinos y magos de la antigua China: biografías de Fang-shih por Kenneth J. DeWoskin," Harvard Journal of Asiatic Studies 46.2: 635–637.
- Needham, Joseph. 1956 Ciencia y civilización en China: Volumen 2, Historia del pensamiento científico . Prensa de la Universidad de Cambridge.
- Needham, Joseph. 2000. Ciencia y civilización en China: Volumen 6, Biología y tecnología biológica; Parte 6, Medicina . Prensa de la Universidad de Cambridge.
- Ngo Van Xuyet. 2002. Adivinación, magia y política en la China antigua . Librairie You-Feng.
- Robinet Isabelle y Phyllis Brooks, tr. 1997. Taoísmo: crecimiento de una religión . Stanford University Press.
- Roth, Harold D. 1991. "Psicología y autocultivo en el pensamiento taoísta temprano", Harvard Journal of Asiatic Studies 51.2: 599–650.
- Sakade Yoshinobu. 2000. "Adivinación como práctica taoísta", en Daoism Handbook, ed. por Livia Kohn, Brill Academic Publishers, 541–566.
- Sivin, Nathan. 1995 "Taoísmo y Ciencia", en Medicina, Filosofía y Religión en la China Antigua, Investigaciones y Reflexiones, Sivin, ed. Variorum
- Toh, Hoong Teik. 2010 "Notas sobre la palabra sánscrita más antigua conocida en chino", Sino-Platonic Papers 201.
- Walters, Derek. 1984 "[Revisión de] médicos, adivinos y magos de la antigua China: biografías de Fang-shih por Kenneth J. DeWoskin," The Journal of the Royal Asiatic Society of Great Britain and Ireland 2: 304.
- Watson, Burton, tr. 1996. Registros del gran historiador . Prensa de la Universidad de Columbia.
- Welch, Holmes. 1957 Taoísmo: la separación del camino . Beacon Press.
- Wong, Timothy C. 1992. "Liu E en la tradición Fang-shih ", Journal of the American Oriental Society 112.2: 302–306.
- Yü, Ying-shih (1965), "La vida y la inmortalidad en la mente de la China Han", Harvard Journal of Asiatic Studies 25: 80–122.

- Datos: Q1395637